# 马蒂·图尔科
马蒂·图尔科（義大利語：Marty Turco，1975年8月13日—），加拿大男子冰球运动员，场上位置是守门员。他曾入选2006年冬季奥林匹克运动会加拿大男子冰球队名单，但并未上场参赛。